# Xavier Ginard Torres
Xavier Ginard Torres (Artà, 11 d'octubre de 1986), més conegut com a Xavi Ginard, és un futbolista mallorquí que ocupa la posició de porter. Format a les categories inferiors del Futbol Club Barcelona i del Club Esportiu Manacor, va militar a diversos clubs mallorquins de la Tercera Divisió i va jugar a Segona B amb l'Atlètic Balears, on va estar a punt d'ascendir a Segona A. El 2014 va emprendre una nova etapa a Grècia, on es va estar dues temporades, per tornar per jugar a la UE Olot i, el 2019, tornar a l'illa amb l'Atlètic Balears, on milita actualment.

## Trajectòria

### Primeres passes
De ben petit ja va destacar a la porteria al Club Esportiu Artà fins a la temporada 1999/2000 inclosa en que encara jugà tota la temporada a l'equip cadet de l'Artà i el 2001, quan era cadet al CE Manacor, va ser convocat per la selecció balear de futbol sub-15 en un campionat de seleccions territorials espanyoles i al 2002 va ser cridat per fer una prova amb la selecció nacional cadet. Ginard va cridar l'atenció de grans equips de la Lliga, i es va decantar pel FC Barcelona; es va unir a la Masia l'any 2002, i va arribar a ser convocat el 2003 amb el primer equip en el partit inaugural del nou Estádio do Dragão, juntament amb altres joves jugadors com Jordi Gómez, Oriol Riera o Leo Messi, el qual va debutar amb el primer equip aquell partit. Però el 2005 va patir una lesió als genolls que va fer que el club no comptàs amb ell per la pròxima temporada, de manera que va abandonar el Barça durant l'estiu de 2005. Després d'entrenar amb el filial del Reial Mallorca, va començar la temporada 2005-06 amb el CE Felanitx, a Tercera Divisió, ja en el futbol sènior.

### Debut a Tercera i Segona B
Va debutar a Tercera amb el Felanitx el 2005, i la temporada 2006-07 va jugar al CE Manacor, a la mateixa categoria. L'estiu de 2007 va fitxar pel CE Binissalem, també de Tercera, i l'estiu de 2009 va rebre una oferta del CE Sabadell, que llavors estava a Segona B. Després d'una temporada amb poques oportunitats tornà a Mallorca, on competí a Tercera amb el CE Campos, mentre ho compaginava amb participacions amb la selecció autonòmica de futbol platja i uns entrenaments puntuals amb l'absoluta. Acabada la temporada va aconseguir un contracte amb el Atlètic Balears, després de convèncer l'entrenador en unes proves de pretemporada. Allà va arribar com a suplent, però va acabar jugant els play-offs d'ascens a Segona A ateses les lesions dels altres dos porters; l'equip va estar a les portes de l'ascens, però finalment no se'n sortí. Ginard va estar dos anys més al Balears, i després d'una gran temporada 13/14 en la qual es proclamà Zamora del grup 3 de Segona B, va acceptar una oferta del PAE Veria de la primera divisió grega. No obstant això, la temporada no fou bona per Ginard, qui solament jugà deu partits i patí impagaments del club, de manera que al final de la temporada se'n desvinculà i fitxà per l'Aris Salònica, un històric grec que havia descendit a tercera divisió per problemes econòmics. Allà aconseguí l'ascens, però tornà a patir impagaments que el feren tornar a Mallorca i a pensar d'abandonar el futbol professional.

### Retorn
Ginard feu la pretemporada de 2016 amb el CE Cerverí, i quan ja estava inscrit per competir en lliga (la primera categoria del futbol regional) rebé una oferta de la Unió Esportiva Olot, de Tercera divisió, la qual acceptà. Aquell any, fou titular en l'ascens de l'equip a Segona B, i completà dues bones temporades també de titular a la tercera categoria que valgueren l'interés dels equips més potents de la categoria: fou així que l'estiu de 2019 acabà el contracte amb l'Olot i signà pel Balears, cinc anys més tard d'haver partit. Arribà com a suplent, però ateses les lesions de Manu Herrera arribà a disputar una quantitat de partits considerable.

## Estadístiques
| Club            | Temporada     | Nivell                | Lliga       | Lliga       | Copa Nacional | Copa Nacional | Total       | Total       |
| Club            | Temporada     | Nivell                | Part.       | Gols        | Part.         | Gols          | Part.       | Gols        |
| --------------- | ------------- | --------------------- | ----------- | ----------- | ------------- | ------------- | ----------- | ----------- |
| CE Felanitx     | 2005/06       | Tercera Divisió       | Sense dades | Sense dades | Sense dades   | Sense dades   | Sense dades | Sense dades |
| CE Manacor      | 2006/07       | Tercera Divisió       | Sense dades | Sense dades | Sense dades   | Sense dades   | Sense dades | Sense dades |
| CE Binissalem   | 2007/08       | Tercera Divisió       | 33          | -37         | ?             | ?             | 33          | -37         |
| CE Binissalem   | 2008/09       | Tercera Divisió       | 29          | ?           | ?             | ?             | 29          | ?           |
| CE Binissalem   | Total         | -                     | 62          | ?           | ?             | ?             | 62          | ?           |
| CE Sabadell     | 2009/10       | Segona B              | 3           | -6          | -             | -             | 3           | -6          |
| CE Campos       | 2010/11       | Tercera Divisió       | 35          | -41         | -             | -             | 35          | -41         |
| Atlètic Balears | 2011/12       | Segona B              | 17          | -21         | -             | -             | 17          | -21         |
| Atlètic Balears | 2012/13       | Segona B              | 6           | -5          | 1             | -2            | 7           | -7          |
| Atlètic Balears | 2013/14       | Segona B              | 30          | -25         | -             | -             | 30          | -25         |
| Atlètic Balears | Total         | -                     | 53          | -51         | 1             | -2            | 54          | -53         |
| PAE Veria       | 2014/15       | Primera divisió grega | 5           | -9          | 5             | -5            | 10          | -14         |
| Aris Salònica   | 2015/16       | Tercera divisió grega | 15          | ?           | -             | -             | 15          | ?           |
| UE Olot         | 2016/17       | Tercera Divisió       | 30          | -25         | -             | -             | 30          | -25         |
| UE Olot         | 2017/18       | Segona B              | 35          | -34         | 3             | -4            | 38          | -38         |
| UE Olot         | 2018/19       | Segona B              | 34          | -29         | -             | -             | 34          | -29         |
| UE Olot         | Total         | -                     | 69          | -63         | 3             | -4            | 72          | -67         |
| Atlètic Balears | 2019/20       | Segona B              | 11          | -8          | 1             | -1            | 12          | -9          |
| Atlètic Balears | 2020/21       | Segona B              | 6           | -5          | 1             | -1            | 7           | -6          |
| Atlètic Balears | 2021/22       | Primera Federació     | 4           | -4          | 4             | -3            | 8           | -7          |
| Atlètic Balears | Total         | -                     | 21          | -17         | 6             | -5            | 27          | -22         |
| CE Manacor      | 2022/23       | Tercera Federació     | 27          | -26         | 1             | -3            | 28          | -29         |
| UE Poblera      | 2023/24       | Tercera Federació     | En disputa  | En disputa  | En disputa    | En disputa    | En disputa  | En disputa  |
| Total carrera   | Total carrera | Total carrera         | 320         | -238        | 16            | -19           | 336         | -257        |